# Neufchâtel-Hardelot
Neufchâtel-Hardelot là một xã trong tại tỉnh Pas-de-Calais trong vùng Hauts-de-France của Pháp.
Neufchâtel-Hardelot có rừng, sân golf và bãi biển, có cự ly 8 dặm (13 km) về phía nam Boulogne, tại giao lộ của các tuyến đường D940, D308 và D215.

## Dân số
| 1962                                                              | 1968 | 1975 | 1982 | 1990 | 1999 | 2006 |
| ----------------------------------------------------------------- | ---- | ---- | ---- | ---- | ---- | ---- |
| 1834                                                              | 2007 | 2392 | 2712 | 3035 | 3592 | 3867 |
| Số liệu điều tra dân số tính từ năm 1962, dân số chỉ tính một lần |      |      |      |      |      |      |

## Địa điểm nổi bật
- Nhà thờ St.Pierre, thế kỷ 16.
- Nhà thờ Saint-Augustin tại Hardelot.
- Lâu đài thế kỷ 13.